# Коефіцієнт відбиття (оптика)

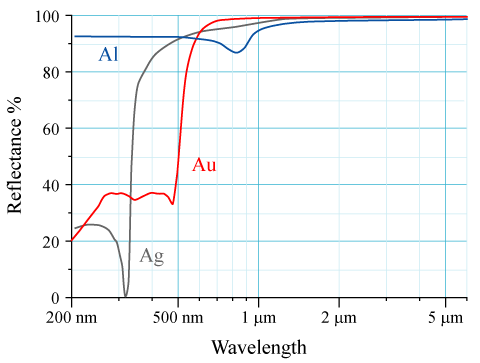
Залежність коефіцієнту відбиття для металевих дзеркал з алюмінію (Al), золота (Au) і срібла (Ag) від частоти при нормальному падінні

Коефіцієнт відбиття — безрозмірнісна фізична величина, що характеризує здатність тіла відбивати випромінювання, що падає на нього. Позначається грецькою літерою {\displaystyle \rho } або латинською {\displaystyle R}.

## Визначення
Кількісно коефіцієнт відбиття дорівнює відношенню потоку випромінювання, відбитого тілом, до потоку, що впав на тіло:
{\displaystyle \rho ={\frac {\Phi }{\Phi _{0}}}.}
Сума коефіцієнта відбиття і коефіцієнтів поглинання, пропускання та розсіювання дорівнює одиниці. Це твердження випливає з закону збереження енергії.
В тих випадках, коли спектр випромінювання, що падає на тіло, настільки вузький, що його можна вважати монохроматичним, кажуть про монохроматичний коефіцієнт відбиття. Якщо ж спектр випромінювання широкий, то відповідний коефіцієнт відбиття іноді називають інтегральним.
У загальному випадку значення коефіцієнта відбиття тіла залежить як від властивостей самого тіла, так і від кута падіння, спектрального складу і поляризації випромінювання. Внаслідок залежності коефіцієнта відбиття поверхні тіла від довжини хвилі падаючого на нього світла візуально тіло сприймається як забарвлене в той чи інший колір.
Залежність відбивної здатності матеріалів від довжини хвилі має важливе значення при побудові оптичних систем. Для отримання потрібних властивостей матеріалів по відбиттю і пропусканню світла іноді використовують просвітлення оптики як, наприклад, при виробництві діелектричних дзеркал або інтерференційних фільтрів.

## Коефіцієнт дзеркального відбиттяρr(Rr){\displaystyle \rho _{r}~(R_{r})}
Характеризує здатність тіл дзеркально відбивати випромінювання, що падає на них. Кількісно визначається відношенням дзеркально відбитого потоку випромінювання {\displaystyle \Phi _{r}} до потоку, що падає:
{\displaystyle \rho _{r}={\frac {\Phi _{r}}{\Phi _{0}}}.}
Дзеркальне (спрямоване) відбиття відбувається в тих випадках, коли випромінювання падає на поверхню, розміри нерівностей якої нехтовно малі порівняно з довжиною хвилі випромінювання.
Розрізняють відбиття від електропровідних поверхонь, наприклад, металевих дзеркал і відбиття від діелектричних поверхонь, наприклад, скляних. При відбитті від межі поділу двох діелектричних середовищ з показниками заломлення {\displaystyle n_{1}} і {\displaystyle n_{2}} в разі нормального падіння коефіцієнт відбиття {\displaystyle \rho _{r}} виражається формулою:
{\displaystyle \rho _{r}=\left({\frac {n_{1}-n_{2}}{n_{1}+n_{2}}}\right)^{2},}
причому його значення за нормального падіння не залежить від напрямку поширення випромінювання — з середовища з великим показником заломлення в середовище з меншим показником заломлення чи навпаки.
За косого падіння випромінювання на плоску поверхню поділу двох діелектричних середовищ коефіцієнт відбиття залежить від кута падіння, зокрема, за повного внутрішнього відбиття стає рівним 1. Співвідношення потужностей відбитого і пропущеного потоків задаються формулами Френеля.

## Коефіцієнт дифузного відбиттяρd(Rd){\displaystyle \rho _{d}~(R_{d})}
Характеризує здатність тіл дифузно відбивати випромінювання, що падає на них — відбиття від матових поверхонь. Кількісно визначається відношенням дифузно відбитого потоку випромінювання {\displaystyle \Phi _{d}} до потоку, що впав:
{\displaystyle \rho _{d}={\frac {\Phi _{d}}{\Phi _{0}}}.}
Якщо одночасно відбуваються і дзеркальне, і дифузне відбиття, то коефіцієнт відбиття {\displaystyle \rho } є сумою коефіцієнтів дзеркального {\displaystyle \rho _{r}} і дифузного {\displaystyle \rho _{d}} відбиттів:
{\displaystyle \rho =\rho _{r}+\rho _{d}.}